# Liste der Monuments historiques in Toulenne
Die Liste der Monuments historiques in Toulenne führt die Monuments historiques in der französischen Gemeinde Toulenne auf.

## Liste der Objekte
| Bezeichnung                                        | Beschreibung                             | Standort                         | Kennzeichnung | Schutzstatus | Datum | Bild |
| -------------------------------------------------- | ---------------------------------------- | -------------------------------- | ------------- | ------------ | ----- | ---- |
| Ölgemälde Der Erzengel Michael besiegt den Drachen | 18. Jahrhundert                          | in der Kirche St-Saturnin (Lage) | PM33002361    | Inscrit      | 2009  |      |
| Absperrung um das Taufbecken                       | Holz                                     | in der Kirche St-Saturnin (Lage) | PM33002369    | Inscrit      | 2009  |      |
| Kanzel                                             | Holz, 17. Jahrhundert                    | in der Kirche St-Saturnin (Lage) | PM33002365    | Inscrit      | 2009  |      |
| Ölgemälde Christus am Kreuz und Maria Magdalena    | 18. Jahrhundert                          | in der Kirche St-Saturnin (Lage) | PM33002362    | Inscrit      | 2009  |      |
| Ölgemälde Heilige Familie                          | 18. Jahrhundert                          | in der Kirche St-Saturnin (Lage) | PM33002358    | Inscrit      | 2009  |      |
| Lüster                                             | Glas                                     | in der Kirche St-Saturnin (Lage) | PM33002368    | Inscrit      | 2009  |      |
| Ölgemälde Mariä Himmelfahrt                        | 18. Jahrhundert                          | in der Kirche St-Saturnin (Lage) | PM33002360    | Inscrit      | 2009  |      |
| Zwei Lüster                                        | Gusseisen                                | in der Kirche St-Saturnin (Lage) | PM33002367    | Inscrit      | 2009  |      |
| Skulptur Der Erzengel Michael besiegt den Drachen  | Holz, polychrom gefasst, 18. Jahrhundert | in der Kirche St-Saturnin (Lage) | PM33002364    | Inscrit      | 2009  |      |
| Ölgemälde Madonna mit Kind                         | 18. Jahrhundert                          | in der Kirche St-Saturnin (Lage) | PM33002359    | Inscrit      | 2009  |      |
| Ölgemälde Maria Magdalena als Büßerin              | 18. Jahrhundert                          | in der Kirche St-Saturnin (Lage) | PM33002357    | Inscrit      | 2009  |      |
| Skulptur Christus am Kreuz                         | Holz, polychrom gefasst, 18. Jahrhundert | in der Kirche St-Saturnin (Lage) | PM33002363    | Inscrit      | 2009  |      |
| Reliquiar                                          | Holz, vergoldet, 19. Jahrhundert         | in der Kirche St-Saturnin (Lage) | PM33002366    | Inscrit      | 2009  |      |